# Enterprise Architect
Enterprise Architect (EA) od společnosti Sparx Systems je kompletní CASE nástroj pro systémovou analýzu a návrh, který pokrývá celý životní cyklus vývoje systému, tzn. od zadání požadavků přes analýzu stavů, návrh modelů, testování a údržbu, vše s využitím diagramů v UML. EA poskytuje podporu pro týmový vývoj a pro jednotlivé role (analytik, tester, projektový manažer, kontrola kvality, vývojový tým).